# 春近村 (岐阜県山県郡)
春近村（はるちかむら）はかつて岐阜県山県郡に存在した村である。
村名は、かつてこの地域に存在した荘園の名、春近荘に由来する。
1956年に合併で三輪村の一部となった後、1961年に岐阜市に編入された。
現在の岐阜市東北部に該当し、長良川、武儀川沿いの地域である。

## 歴史
- 江戸時代末期、この地域は美濃国山県郡に属し、天領、尾張藩領、旗本領などが混合する地域であった。
- 1897年（明治30年）4月1日 - 南春近村と北春近村が合併し、春近村が発足。
- 1956年（昭和31年）4月1日 - 山県村、春近村、厳美村の北部[1]が合併し、三輪村となる。

## 学校
- 春近村立春近小学校（1964年廃校。現・岐阜市立三輪南小学校）
- 学校組合立東山中学校（1962年廃校。現・岐阜市立三輪中学校）

## その他
旧・春近村の地区は、全て春近村の字名が地名となっている。唯一地名として「春近」が残っているのは、「春近古市場北」と「春近古市場北」である。これは、既に岐阜市に「古市場」の地名があり、区別するためである。